# Potsdam Griebnitzsee
Potsdam Griebnitzsee – stacja kolejowa w Poczdamie, w kraju związkowym Brandenburgia, w Niemczech. Znajdują się tu 2 perony.
| Potsdam Griebnitzsee               |  |                    |
| Linia Berlin - Poczdam - Magdeburg |  |                    |
|                                    |  | Potsdam-Babelsberg |